# Liste des US Routes en Illinois
Les US Routes en Illinois sont entretenues par le Illinois Department of Transportation (IDOT) en Illinois. Il y a vingt US Routes dans l'État.

## Liste
| Numéro | Longueur (mi) | Longueur (km) | Terminus sud / ouest                                              | Terminus nord / est                                         | Créée | Notes                      |
| ------ | ------------- | ------------- | ----------------------------------------------------------------- | ----------------------------------------------------------- | ----- | -------------------------- |
| US 6   | 179,88        | 289,49        | I-74 / US 6 à la frontière de l'Iowa à Moline                     | I-80 / I-94 / US 6 à la frontière de l'Indiana à Lansing    | 1932  |                            |
| US 12  | 85,14         | 137,02        | US 12 à la frontière du Wisconsin à Richmond                      | US 12 / US 20 / US 41 à la frontière de l'Indiana à Chicago | 1928  |                            |
| US 14  | 69,55         | 111,93        | US 14 à la frontière du Wisconsin                                 | US 41 à Chicago                                             | 1933  |                            |
| US 20  | 233.93        | 376.47        | US 20 à la frontière de l'Iowa à East Dubuque                     | US 12 / US 20 / US 41 à la frontière de l'Indiana à Chicago | 1926  |                            |
| US 24  | 255,13        | 410,59        | US 24 à la frontière du Missouri à Quincy                         | US 24 / US 52 à la frontière de l'Indiana à Sheldon         | 1926  |                            |
| US 30  | 153,79        | 247,50        | US 30 à la frontière de l'Iowa à Fulton                           | US 30 à la frontière de l'Indiana à Lynwood                 | 1926  |                            |
| US 34  | 211,37        | 340,17        | US 34 à la frontière de l'Iowa à Gladstone                        | IL 43 à Berwyn                                              | 1926  |                            |
| US 36  | 216,47        | 348,37        | I-72 / US 36 / IL 110 à la frontière du Missouri à Hull           | US 36 à la frontière de l'Indiana à Chrisman                | 1926  |                            |
| US 40  | 159,99        | 257,48        | I-55 / I-64 / US 40 à la frontière du Missouri à East Saint Louis | I-70 / US 40 à la frontière de l'Indiana                    | 1926  |                            |
| US 41  | 64,81         | 104,30        | US 12 / US 20 / US 41 à la frontière de l'Indiana à Chicago       | I-94 / US 41 à la frontière du Wisconsin à Russell          | 1926  |                            |
| US 45  | 428,99        | 690,39        | US 45 à la frontière du Kentucky                                  | US 45 à la frontière du Wisconsin                           | 1926  |                            |
| US 50  | 165,79        | 266,81        | I-255 / US 50 à la frontière du Missouri à Columbia               | US 50 à la frontière de l'Indiana à Lawrenceville           | 1926  |                            |
| US 51  | 415,95        | 669,41        | US 51 / US 60 / US 62 à la frontière du Kentucky à Cairo          | US 51 à la frontière du Wisconsin à South Beloit            | 1926  |                            |
| US 52  | 216,00        | 348,00        | US 52 / Iowa 64 à la frontière de l'Iowa à Savanna                | US 24 / US 52 à la frontière de l'Indiana à Sheldon         | 1926  |                            |
| US 54  | 23,96         | 38,56         | US 54 à la frontière du Missouri                                  | I-72 / US 36 près de Pittsfield                             | 1926  |                            |
| US 60  | 0,92          | 1,48          | US 60 / US 62 à la frontière du Missouri à Cairo                  | US 51 / US 60 / US 62 à la frontière du Kentucky à Cairo    | 1926  | En multiplex avec la US 62 |
| US 62  | 0,92          | 1,48          | US 60 / US 62 à la frontière du Missouri à Cairo                  | US 51 / US 60 / US 62 à la frontière du Kentucky à Cairo    | 1926  | En multiplex avec la US 60 |
| US 67  | 213,99        | 344,38        | US 67 à la frontière du Missouri à Alton                          | US 67 à la frontière de l'Iowa à Rock Island                | 1926  |                            |
| US 136 | 225,95        | 363,63        | US 136 à la frontière de l'Iowa à Hamilton                        | US 136 à la frontière de l'Indiana à Danville               | 1926  |                            |
| US 150 | 267,47        | 430,45        | US 6 à Moline                                                     | US 150 à la frontière de l'Indiana                          | 1926  |                            |
|        |               |               |                                                                   |                                                             |       |                            |